# Unterägeri
Unterägeri är en ort och kommun i kantonen Zug, Schweiz. Kommunen har 9 283 invånare (2023).